# 型式
| ウィキペディアには「型式」という見出しの百科事典記事はありません（タイトルに「型式」を含むページの一覧/「型式」で始まるページの一覧）。 代わりにウィクショナリーのページ「型式」が役に立つかもしれません。 |